# Nhà thờ Ba Vua ở Břidličná
Nhà thờ Ba Vua ở Břidličná (tiếng Séc: kostel Tří králů v Břidličné) là một trong những nhà thờ Công giáo thời Phục hưng được thành lập vào năm 1577, tọa lạc ở thị trấn Břidličná, huyện Bruntál, vùng Moravskoslezský, Cộng hòa Séc. Nhà thờ có tên trong danh sách di tích văn hóa cấp quốc gia.

## Lịch sử
Ban đầu, một nhà thờ Tin lành (thuộc Giáo hội Luther) ở Břidličná được thành lập vào năm 1577. Trong giai đoạn 1610–1614, nhà thờ trải qua quá trình tái thiết và mở rộng. Các mục sư Tin lành sau này bị buộc phải rời giáo xứ trước năm 1624. Từ năm 1655, nhà thờ được chuyển đổi thành nhà thờ Công giáo La Mã, lấy danh xưng Ba Vua.

## Kiến trúc
- Ngoại thất: Các thiết kế kiến trúc Phục hưng, Baroque và Cổ điển vẫn còn tồn tại cho đến ngày nay. Mặt tiền có nhiều góc cạnh và cửa sổ dạng vòm. Ngoài ra, có một tháp hình lăng trụ được xây ở gian giữa của nhà thờ. Tòa tháp này nổi bật với phần mái hình củ hành kiểu Baroque.[3][4][5]
- Nội thất: Đậm nét tôn giáo với nhiều hình ảnh của các vị thánh và Chúa Giêsu, chẳng hạn: Bức tranh kính màu phác họa Đức mẹ Đồng trinh Mary (có từ năm 1904), Bức tranh Khải Huyền của Thánh Margaret - Trái tim Chúa Giêsu,[3] nhiều Thánh giá (được treo trên các bức tường), tượng Đức Mẹ Đồng trinh với Chúa Giêsu, hay các bức tranh về Thánh John of Nepomuk.